# Éther d'énol silylé

Éther d'énol silylé.

En chimie organique, un éther d'énol silylé est un groupe fonctionnel combinant un éther d'énol et un éther de silyle unis par leur atome d'oxygène. Les composés de ce type constituent d'importants intermédiaires en synthèse organique. On peut les obtenir en faisant réagir des cétones en présence d'une base forte et de chlorure de triméthylsilyle, ou d'une base faible et de triflate de triméthylsilyle. Ils se forment également par capture d'un énolate apparu au cours d'une réaction d'addition conjuguée. Une synthèse exotique fait intervenir le réarrangement de Brook de substrats appropriés.
Les éthers d'énol silylés réagissent comme nucléophiles dans l'addition aldolique de Mukaiyama, les réactions de Michael, les alkylations, la formation d'halogénocétones avec des halogènes et la formation d'acyloïne par réaction d'oxydation organique avec une source d'oxygène électrophile tel qu'une oxaziridine ou l'acide méta-chloroperbenzoïque.

## Acétal de cétène silylé
Les acétals de cétène silylés sont des analogues formellement dérivés des cétènes et des acétals de structure générale R-C=C(OSiR3)(OR').